# Trichromat
Trichromaten (griechisch: tri- „dreifach“ und chroma „Farbe“) sind Lebewesen, die drei verschiedene Arten von Zapfen als Farbrezeptoren in der Netzhaut haben.

## Auftreten
Unter den Höheren Säugetieren sind nur die Altweltaffen durchgängig Trichromaten. Zu diesen zählt auch der Mensch. Bei manchen Neuweltaffen sind etwa zwei Drittel der Weibchen Trichromaten, wodurch ein möglicher Hinweis auf die Entstehung der Trichromatie bei Primaten gegeben wird.
Auch bei Beutelsäugern finden sich mitunter drei verschiedene Typen von Zapfen. Hierbei dürfte es sich aber um eine primär erhaltene Trichromatie handeln. Die anderen Säugetiere dagegen sind Dichromaten. Vögel, Fische, Reptilien und Amphibien sind hingegen in der Regel Tetrachromaten, wobei auch Trichromasie vorkommt.
Gliederfüßer wie Insekten, Krebs- und Spinnentiere sind vorwiegend Trichromaten, seltener tritt Tetrachromasie auf. Bei Gliederfüßern kommt neben dem Blau- und Grün- auch ein UV-Rezeptor vor, während bei den Trichromaten unter den Gliederfüßern eine rotsensitive Sinneszelle fehlt.

## Farbsehen
Bei Trichromaten gibt es drei Sorten von Zapfen mit unterschiedlichen Absorptionsmaxima, die rotempfindlichen L-Zapfen, grünempfindlichen M-Zapfen und die blauempfindlichen S-Zapfen. Aus den Messwerten der L-, M- und S-Zapfen erstellt das Gehirn ein Farbbild.
Die Zapfen haben eine geringe Empfindlichkeit, so dass sie nur bei guten Lichtverhältnissen arbeiten. Bei Dämmerung oder Dunkelheit nimmt deren Funktionalität stark ab. Die empfindlicheren Stäbchen übernehmen dann die Wahrnehmung von Licht in der Netzhaut. Da es jedoch nur einen Typ von Stäbchen gibt und somit nicht zwischen verschiedenen Wellenlängen unterschieden werden kann, nimmt das Farbsehen mit abnehmender Helligkeit ab.

## Entstehung bei den Primaten
Das Pigment für längerwelliges Licht ist bei allen Säugetieren auf dem X-Chromosom kodiert. Daher wurde angenommen, dass die Trichromatie bei den Altweltaffen durch eine Genduplikation und anschließende Mutation eines der Gene erfolgte.
Jedoch tritt beispielsweise bei Totenkopfaffen das Gen für den langwelligen Rezeptor in drei Allelen auf, deren Empfindlichkeit zwischen der der menschlichen M- und L-Zapfen liegt. Da die Kodierung ebenfalls auf dem X-Chromosom erfolgt, sind alle Männchen Dichromaten. Etwa zwei Drittel der Weibchen sind Trichromaten, denn durch ihre zwei X-Chromosomen besteht die Möglichkeit, zwei verschiedene Allele zu besitzen. Da die Pigmente der Zapfen bei Neu- und Altweltaffen fast identisch sind, wird nun vermutet, dass zuerst die Mutation und Aufspaltung in mindestens zwei Allele erfolgte und erst nach Trennung der Kontinente bei den Altweltaffen die Genverdoppelung auftrat.

## Andere Formen
Entsprechend den Trichromaten gibt es
- Tetrachromat (vier Farben)
- Dichromat (zwei Farben)
- Monochromat (eine Farbe)